# Bilancia (astrologia)

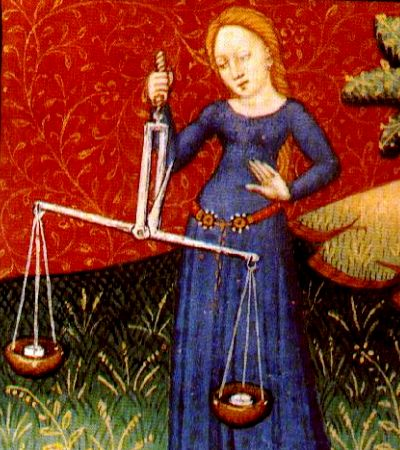
Bilancia rappresentata in un libro di astrologia del XV secolo

La Bilancia (♎︎) è il settimo dei 12 segni zodiacali dell'astrologia occidentale, situato tra Vergine e Scorpione. 

## Caratteristiche
Governata dal pianeta Venere, la Bilancia — appartenente ai segni d'aria — è il segno cardinale che dà avvio all'autunno: posto in coincidenza dell'equinozio di tale stagione, la sua durata copre infatti i giorni dal 23 settembre al 22 ottobre. Alla Bilancia è simbolicamente collegato il momento di equilibrio tra giorno e notte, principale evento dell'equinozio. Con Saturno in esaltazione, Marte in esilio e il Sole in caduta, la Bilancia si trova in opposizione all'Ariete (segno cardinale di fuoco collocato al principio della primavera).
A caratterizzare i nati in tale segno è la continua ricerca di un equilibrio personale e intrapersonale, nonché l'abilità mediatoria e la sensibilità: comune è inoltre il rifiuto per i conflitti e l'attrazione per il senso estetico e artistico. Le persone Bilancia sono amanti dell'armonia, accomodanti, socievoli e pacifiche, nonché quelle che meno sopportano le ingiustizie. Per stabilire l'esatta posizione del Sole nel segno nei giorni estremi è necessario consultare le effemeridi.